# Petroleros de Ciudad del Carmen
Los Petroleros de Ciudad del Carmen fue un equipo que iba a participar en la Liga Nacional de Baloncesto Profesional con sede en Ciudad del Carmen, Campeche, México.

## Historia
Los Petroleros de Ciudad del Carmen iban a debutar en el año 2011 en la LNBP.

## Jugadores

### Roster actual
Por definir.